# Ardicino della Porta (1434–1493)
Ardicino della Porta (ur. 1434 w Novara, zm. 4 lutego 1493 w Rzymie) – włoski duchowny, kardynał. Krewny kardynała Ardicino della Porta (zm. 1434), biskup ołomuniecki w latach 1489–1493.
Uzyskał doktorat z prawa rzymskiego i kanonicznego. Za pontyfikatu Pawła II był wikariuszem archidiecezji Florencja. W trakcie buntu w tym mieście odważnie opublikował papieski interdykt przeciwko buntownikom. Służył jako legat papieski w celu pojednania cesarza Fryderyka III i króla Węgier Macieja Korwina i skłonienia ich do poprowadzenia krucjaty przeciw Turkom. Następnie został referendarzem Kurii Rzymskiej. Papież Sykstus IV mianował go w 1475 biskupem Alerii na Korsyce, mimo to nadal służył w administracji papieskiej m.in. jako gubernator miast Norcia, Terni, Perugia, Todi i Città di Castello. Papież Innocenty VIII mianował go swoim sekretarzem ds. kontaktów z ambasadorami królów i książąt przy Stolicy Apostolskiej. W nagrodę za wierną służbę uzyskał od tego papieża nominację kardynalską (marzec 1489), z tytułem prezbitera Ss. Ioannis et Pauli. 5 listopada 1490 został mianowany biskupem ołomunieckim, ale nigdy nie objął rządów w diecezji. Uchodził za człowieka kompetentnego i pobożnego, w przeciwieństwie do wielu ówczesnych kardynałów stronił od luksusów i innych ziemskich uciech. 2 czerwca 1492 złożył rezygnację z kapelusza kardynalskiego, chcąc wycofać się do klasztoru kamedułów. Papież początkowo przychylał się do tej prośby, jednak wskutek oporu innych kardynałów ostatecznie ją odrzucił. Na konklawe 1492 uchodził za faworyta, nie uzyskał jednak znaczącego poparcia i nie starał się o nie. Mimo że pod względem stylu życia i mentalności był przeciwieństwem Rodrigo Borgii, poparł jego kandydaturę bez większych oporów, idąc za wskazaniem swego rodaka, kardynała Ascanio Sforzy (Novara należała wówczas do księstwa Mediolanu). Zmarł kilka miesięcy po tym konklawe.